# Musée archéologique d'Alicante
Le musée archéologique d'Alicante (en espagnol : Museo Arqueológico de Alicante), anciennement appelé musée archéologique provincial d'Alicante et connu sous l'acronyme MARQ, est situé sur la place Doctor Gómez Ulla, à Alicante en Espagne. Il est inauguré dans sa forme définitive en 2000 dans le bâtiment de l'ancien hôpital San Juan de Dios (œuvre de Juan Vidal Ramos (es)).
Il dispose d'une salle sur la Préhistoire, la culture ibérique, la culture romaine, le Moyen Âge et les cultures modernes et contemporaines. Un espace d'exposition temporaire est également proposé aux visiteurs.
Le musée remporte le prix du musée européen de l'année en 2004.

## Distinction
Le musée remporte le prix du musée européen de l'année en 2004.